# Neobythites sereti
Neobythites sereti är en fiskart som beskrevs av Nielsen 2002. Neobythites sereti ingår i släktet Neobythites och familjen Ophidiidae. Inga underarter finns listade i Catalogue of Life.